# Boeing RC-1
Le Boeing RC-1, acronyme de Resource Carrier 1, était, au début des années 1970, un projet d'avion-cargo géant destiné au transport de pétrole et de minéraux des régions du nord de l'Alaska et du Canada où aucun port maritime libre de glace n'existait. Il était optimisé pour des trajets de courte distance, sa cargaison étant ensuite destinée à être chargée sur des bateaux, des trains ou transférée dans des oléoducs. Il a été surnommé Brute Lifter ou encore Flying Pipeline (oléoduc volant).
L'avion a notamment été envisagé pour le transport du pétrole issu du champ pétrolifère de Prudhoe Bay avant d'être finalement abandonné au profit de l'oléoduc trans-Alaska. À cet effet, l'avion devait être équipé de 12 moteurs de type 747, avait une envergure de 146 m et une queue de 25 m de long. Son poids brut au décollage devait être de 1 600 t.